# Indywidualne Mistrzostwa Europy w Ice Speedwayu 2022
Indywidualne Mistrzostwa Europy w ice speedwayu 2022 – cykl zawodów motocyklowych na lodzie, mający na celu wyłonienie medalistów indywidualnych mistrzostw Europy w sezonie 2022. Rozegrano dwa turnieje finałowe. Tytuł wywalczył Harald Simon.

## Zasady
Po raz pierwszy od 1999 roku zdecydowano się na rozegranie dwóch rund finałowych na dwóch różnych torach. Oprócz Tomaszowa Mazowieckiego w którym finały europejskiego czempionatu odbywały się w latach 2020-2021, drugim gospodarzem został Sanok, organizując tym samym pierwsze od 2014 roku zawody w ice speedwayu.
W 2022 roku obowiązywała taka sama tabela biegowa jak w roku 2021, składająca się z 20 biegów serii zasadniczej, wyścigu ostatniej szansy dla zawodników z miejsc 3.-6. oraz finału w którym udział bierze po dwóch najlepszych zawodników serii zasadniczej i wyścigu ostatniej szansy.

## Zawodnicy
W każdej z rund startowało 16 zawodników. Po 2 nominacje na mistrzostwa otrzymały reprezentacje Austrii, Czech, Finlandii, Holandii, Niemiec, Rosji i Szwecji, po jednej reprezentacje Polski i Włoch. 5 marca Międzynarodowa Federacja Motocyklowa (FIM) podjęła decyzję o zawieszeniu licencji zawodników z Rosji z uwagi na prowadzoną przez ten kraj inwazję zbrojną na Ukrainę. W drugiej rundzie zastąpili ich zawodnicy rezerwowi, zaś w miejsce kontuzjowanych Franza Zorna i Daniela Hendersona wystąpili zawodnicy z dzikimi kartami.

### Stali uczestnicy
| (1) Jasper Iwema (2) Dmitrij Solannikow (3) Mikko Jetsonen (4) Niek Schaap | (5) Aki Ala-Riihimäki (6) Lukáš Hutla (7) Harald Simon (8) Jimmy Olsen | (9) Luca Bauer (10) Franz Mayerbuchler (11) Michał Knapp (12) Daniel Henderson | (13) Benedikt Monn (14) Franz Zorn (15) Władimir Fadiejew (16) Jiří Wildt |

### Rezerwowi
(17)  Jo Saetre
(18)  Rami Systä

### Dzikie karty
(19)  Andrej Diviš
(20)  Lukáš Hromádka

## Terminarz
| Lp. | Data      | Tor          | Miasto              | Zwycięzca          |
| --- | --------- | ------------ | ------------------- | ------------------ |
| 1   | 19 lutego | Błonie       | Sanok               | Dmitrij Solannikow |
| 2   | 19 marca  | Arena Lodowa | Tomaszów Mazowiecki | Jimmy Olsen        |

## Klasyfikacja końcowa
| Poz | Zawodnik           | 1  | 2  | Punkty |
| --- | ------------------ | -- | -- | ------ |
| 1   | Harald Simon       | 12 | 16 | 28     |
| 2   | Luca Bauer         | 8  | 14 | 22     |
| 3   | Jimmy Olsen        | 6  | 15 | 21     |
| 4   | Lukáš Hutla        | 8  | 12 | 20     |
| 5   | Franz Mayerbuchler | 8  | 10 | 18     |
| 6   | Dmitrij Solannikow | 18 | -  | 18     |
| 7   | Aki Ala-Riihimäki  | 4  | 12 | 16     |
| 8   | Jasper Iwema       | 10 | 6  | 16     |
| 9   | Władimir Fadiejew  | 16 | -  | 16     |
| 10  | Benedikt Monn      | 8  | 6  | 14     |
| 11  | Michał Knapp       | 4  | 6  | 10     |
| 12  | Jo Saetre          | 6  | 3  | 9      |
| 13  | Mikko Jetsonen     | 1  | 6  | 7      |
| 14  | Franz Zorn         | 7  | -  | 7      |
| 15  | Andrej Diviš       | -  | 6  | 6      |
| 16  | Rami Systä         | 2  | 4  | 6      |
| 17  | Niek Schaap        | 1  | 3  | 4      |
| 18  | Jiří Wildt         | 1  | 3  | 4      |
| 19  | Daniel Henderson   | 4  | -  | 4      |
| 20  | Lukáš Hromádka     | -  | 2  | 2      |